# Gutartiger Tumor
Als gutartiger (benigner) Tumor wird in der Medizin ein Tumor bezeichnet, der weder die Kriterien für eine Hyperplasie noch die Kriterien für einen semimalignen oder bösartigen Tumor erfüllt.
Gutartige Tumoren entstehen im Gegensatz zur Hyperplasie reizunabhängig und zeigen keine Rückbildungstendenz. Sie wachsen autonom, zeigen im Gegensatz zu bösartigen Tumoren aber kein infiltratives Wachstum – dringen also nicht ins umgebende Gewebe ein, sondern verdrängen es, sodass eine deutliche Grenze zwischen Tumor und umliegendem Gewebe, oft auch im Sinne einer Kapselbildung erkennbar ist. Zudem kommt es bei gutartigen Tumoren zu keiner Metastasierung (einer Streuung mit Bildung von Tochtergeschwülsten). Im Gegensatz zu diesen gutartigen Tumoren besitzen die Hamartome, die aus den embryonalen Keimblättern hervorgehen, keine Wachstumsautonomie und bilden somit eine eigene pathologische Entität.
Trotzdem können auch gutartige Tumoren auf Grund indirekter Schädigung gefährlich sein (Druckatrophie, ektopische Hormonproduktion, Verschluss von Hohlorganen etc.) und werden daher manchmal als „biologisch maligne“ bezeichnet.

## Gutartige epitheliale Tumoren
Hier gibt es keine systematische Nomenklatur. Meist werden sie nach dem makroskopischen Aussehen bezeichnet.
Beispiele für Bezeichnung nach Aussehen:
Adenome stammen von hochprismatischem epithelialem Drüsengewebe ab und bilden meist nach innen verlaufende Drüsenschläuche:
So ist das Adenom der Niere aus drüsenartig angeordneten Epithelzellen der Nierenkanälchen aufgebaut; Adenome des Magen-Darm-Traktes gehen ebenfalls von Epithelzellen aus und bilden polypoide Vorwölbungen aus Drüsenschläuchen; Adenome können bösartig werden (entarten) und werden dann als Adenokarzinome bezeichnet. Adenomatoidtumoren sind vermutlich mesothelialer Herkunft.
Papillome stammen ebenfalls von epithelialem Gewebe (meist Plattenepithel) ab. Sie bilden finger- oder warzenförmige polypoide Ausstülpungen (beispielsweise am Urothel der Harnwege).
Cystadenome oder Zystadenome sind Adenome, die flüssigkeitsgefüllte Hohlräume (Zysten) bilden.
Papilläre Cystadenome sind Adenome mit Zystenbildung und darin befindlichen papillomartigen Ausstülpungen.
Entwickeln sich gutartige epitheliale Tumoren zu bösartigen Tumoren weiter (im Sinne einer malignen Transformation oder Entartung), hängt man die Endung -karzinom („Krebs“) an, zum Beispiel: Adenokarzinom, Zystadenokarzinom (aber: Papillom – Plattenepithelkarzinom).

## Gutartige mesenchymale Tumoren
Aus mesenchymalen Zellen bestehend, werden sie nach dem Herkunftsgewebe bezeichnet.
Beispiele für Bezeichnung nach Herkunftsgewebe:
- Lipom, vom Fettgewebe (Adipozyten) ausgehend
- Fibrom vom Bindegewebe (Fibrozyten) ausgehend
- Chondrom, von Knorpelgewebe (Chondrozyten) ausgehend

Entwickeln sich gutartige mesenchymale Tumoren zu bösartigen Tumoren weiter, hängt man die Endung -sarkom an. Sie werden dann beispielsweise als Fibrosarkom oder Liposarkom bezeichnet.